# Meconopsis pinnatifolia
Meconopsis pinnatifolia là một loài thực vật có hoa trong họ Anh túc. Loài này được C.Y. Wu & H. Chuang ex L.H. Zhou mô tả khoa học đầu tiên năm 1979.